# Bernhard Czogalla
Bernhard Czogalla (* 2. Juni 1942 in Magdeburg; † 19. August 2024) war ein deutscher Politiker und ehemaliger Bürgermeister der Stadt Magdeburg.

## Leben
Er wurde als Sohn des Tischlers Josef Czogalla und seiner Ehefrau Berta Czogalla geboren. Von 1949 bis 1957 besuchte er eine Grundschule und ging dann bis 1961 auf eine Erweiterte Oberschule, die er mit dem Abitur abschloss. Von 1961 bis 1965 absolvierte er in Erfurt ein philosophisch-theologisches Studium. 
Czogalla arbeitete dann ab 1966 im Dienstleistungskombinat Halle. Er war hier bis 1968 als Leiter des Organisationsbereiches Technologie beschäftigt. Bereits ab 1967 besuchte er die Fachschule für Finanzen in Gotha, die er 1971 als Finanzökonom abschloss. Ab 1969 arbeitete er als Wirtschaftsökonom bei der Industrie- und Handelsbank Magdeburg. 1973 ging er dann jedoch als Sektorenleiter für ingenieurtechnische Kontrolle an die Staatsbank der DDR, Bezirksdirektion Magdeburg. Zugleich absolvierte er ein Abendstudium, das er 1977 als Diplomwirtschaftler abschloss. 1988 wechselte er kurzzeitig als technischer Mitarbeiter zur Caritas und war dann von 1988 bis 1990 als Projektant bei Robotron in Magdeburg tätig.
Während der politischen Wende des Jahres 1989 in der DDR gehörte er zu den Gründern des Wirtschaftskreises Magdeburg und zeigte Engagement in der Redaktion der Halle-Magdeburg-Zeitung. Im Jahr 1990 bewarb er sich bei der Stadtverwaltung Magdeburg für eine Stelle im Bereich der städtischen Wirtschaftsförderung, wobei ihm die Auswahlkommission jedoch den Vorschlag unterbreitete, die Leitung des städtischen Finanzdezernats zu übernehmen. Czogalla, der keiner Partei angehörte, übernahm diese Funktion und erhielt 1992 den Titel Stadtrat für Finanzen. Er war wesentlich mit dem Aufbau der modernen Finanzverwaltung Magdeburgs befasst. 1994 erfolgte durch den Stadtrat seine Wahl zum Beigeordneten für Finanzen, 2001 seine Wiederwahl. Parallel hierzu wurde er vom Stadtrat 1995 und erneut 2002 zum Bürgermeister und damit zum Stellvertreter des jeweiligen Oberbürgermeisters gewählt. 2007 trat er in den Ruhestand.
In seinen Funktionen oblag ihm auch die Leitung der Stabsstelle für die Bundesgartenschau 1999 und diverser Aufsichtsgremien städtischer Gesellschaften. Er war auch ständiges Mitglied im Finanzausschuss des Deutschen Städtetags. Ehrenamtlich gehörte er zu den Gründern des Lions-Clubs in Magdeburg. Außerdem gehörte er dem Kuratorium des Lothar-Kreyssig-Friedenspreises an. 

## Auszeichnungen
Die Stadt Magdeburg verlieh ihm im Jahr 2007 den Ehrenring der Stadt. 1994 und 2007 trug er sich in das Goldene Buch der Stadt Magdeburg ein.